# Wild Style
Wild Style är en musik- och dramafilm från 1983 som regisserades av Charlie Ahearn. Filmen har flera inslag av hiphopspelningar på hiphopklubbar i New York, inspelade live.

## Rollista (urval)
- Lee Quinones
- Sandra Fabara
- Patti Astor
- Fab 5 Freddy
- Cold Crush Brothers
- Rock Steady Crew
- Grandmaster Flash
- Busy Bee
- Grandmixer DST

## Kuriosa
- "The Genesis", som är första spåret på Nas debutalbum, Illmatic, består av en lång sampling från inledningen av Wild Style samt Main Source låt "Live at the Barbeque" på låg volym i bakgrunden.